# Alexander Nikolajewitsch Balandin
Alexander Nikolajewitsch Balandin (russisch Александр Николаевич Баландин; * 30. Juli 1953 in Frjasino, Moskauer Oblast, Russische SFSR) ist ein ehemaliger sowjetischer Kosmonaut. 
Er flog als Bordingenieur mit Sojus TM-9 zur sowjetischen Raumstation Mir.
Balandin ist verheiratet und hat zwei Kinder.